# Selma James
Selma James (nacida Selma Deitch) (Nueva York, 15 de agosto de 1930), es coautora del libro The Power of Women and the Subversion of the Community (con Mariarosa Dalla Costa), un texto de referencia del movimiento feminista. Fue cofundadora de la Campaña Internacional para un Salario para el Trabajo al Hogar (International Wages for Housework Campaign) y coordinadora de la Huelga Mundial de las Mujeres (Global Women's Strike).

## Activista socialista
Selma Deitch nació a Brooklyn (Nueva York), en1930. Cuando era joven trabajó en fábricas y posteriormente fue esposa y madre a tiempo total. A los 15 años se unió al movimiento Johnson-Forest, de la que uno de los tres líderes fue el pensador marxista de Trinidad y Tobago historiador, periodista y socialista C.L.R.James con quien se casó más tarde.
En 1952 escribió el clásico A Woman’s Place, primero publicado como columna en Correspondence, un periódico bisemanal escrito y editado por sus propios lectores con una audiencia mayoritaria en la clase trabajadora. Inusualmente en aquel tiempo, el periódico tenía páginas dedicadas para dar una voz autónoma a mujeres, jóvenes y afroamericanos. Selma Deitch viajó en 1955 a Inglaterra para casarse con CLR James, quién había sido deportado de Estados Unidos durante el Macartismo. Vivieron juntos durante 25 años y fueran íntimos colegas políticos.
De 1958 a 1962 Selma James vivió en la colonia británica de Trinidad y Tobago donde, con su marido C.L.R. James, fue activa en el movimiento de independencia y federación de las Indias Orientales. Regresó a Inglaterra después de la independencia y se convirtió en la primera secretaria de organización de la Campaña Contra la Discriminación Racial en 1965, miembro fundadora del Black Regional Action Movement y editora de su periódico en 1969.

## Los salarios por el trabajo doméstico
En 1972, la publicación Power of Women and the Subversion of the Community (escrita con Mariarosa Dalla Costa) inició el "debate sobre el trabajo doméstico" explicando cómo las tareas domésticas y otras tareas de cuidado las mujeres se realizan fuera del mercado productivo de la clase trabajadora, por lo tanto, la economía de mercado, basada en esos trabajadores, se basa en el trabajo no remunerado de las mujeres. La publicación en 1983 de Selma James sobre Marx y Feminismo rompió con la teoría marxista realizada a partir de una lectura del capital de Marx desde el punto de vista de las mujeres y del trabajo no remunerado.
En 1972 James fundó la Campaña Internacional Salario por el Trabajo Doméstico en la que reclamaba dinero del Estado para el trabajo no remunerado en el hogar y en la comunidad. Siguió un acalorado debate sobre si el cuidado a tiempo completo era "trabajo" o un "papel" y si debía ser compensado con un salario.
James fue la primera portavoz del Colectivo Inglés de Prostitutas, que hace campaña por la despenalización, así como para alternativas económicas viables a la prostitución.
Desde 1985 James coordinó la Red Internacional de Cuentas de Mujeres (International Women Count Network) que logró la decisión de la ONU donde los gobiernos acordaron medir y valorar el trabajo no remunerado de las mujeres en las estadísticas nacionales. Ya se ha introducido la legislación sobre este tema en Trinidad y Tobago y España y las encuestas de uso del tiempo y otras investigaciones están en marcha en muchos países. En Venezuela, el artículo 88 de la Constitución reconoce el trabajo del hogar como actividad económica que crea valor añadido y produce riqueza y bienestar social, y da derecho a las amas de casa a la seguridad social.

## Actividad reciente
Desde 2000 James ha sido coordinadora internacional de la Huelga Mundial de las Mujeres, una red de mujeres de base, con acciones e iniciativas en diversos países. El movimiento reclama que la sociedad "Invierta en Cuidar y No Matar", y que los presupuestos militares reviertan en la comunidad a través de las mujeres, las principales cuidadoras en todo el mundo. Ha estado trabajando en la Revolución Bolivariana desde 2002.
Es fundadora del Crossroads Women's Centro en Kentish Town en Londres y editora general de Crossroads Books. Da clases en el Reino Unido, Estados Unidos y otros países en una amplia gama de temas, incluyendo "Sexo, Raza y Clase", "Lo que los marxistas nunca nos han explicado sobre Marx", "La Tradición Judía Internacionalista", "Tanzania Redescubriendo Nyerere", "CLR James como organizador político", y "Jean Rhys: Subiendo a Tía".
En abril de 2008, James (con la pareja de Edinburg Ralph Ibbott y Noreen Ibbott, ambos miembros de la Britain Tanzania Society en la década de 1960), visitaron Edinburgh en el cumpleaños del Tanzania Muungano Day, celebrado el 26 de abril. Dio una conferencia en una sesión organizada por la Tanzania Edinburgh Community Association (TzECA) sobre la Ujamaa de Julius Nyerere (socialismo africano) en los años 1960 en Tanzania con referencia al sujeto de la Ruvuma Development Association (RDA), y la declaración de Arusha de Tanzania. La RDA traza sus raíces en el original Ruvuma Development Association (RDA) que se registró en la década de 1960 cuando, animada por Julius Nyerere, primer Presidente de Tanzania, a raíz de la independencia, un número de aldeas comunales se unieron y organizaron lo que se conoció como aldeas Ujamaa. La fuerza impulsora de la Asociación era Ntimbanjayo Millinga, secretario de la sección local de la Liga Joven de la Unión Nacional Africana de Tanzania y fue apoyada por Ralph Ibbott, un aparejador inglés que actuó como asesor y accedió a vivir y trabajar con su familia en el pueblo de Litowa. La sesión tuvo lugar al "Waverley Care Solas" Abbey Mount.
James fue miembro fundadora de la Red Judía Antisionista Internacional, y en mayo de 2008, firmó la Carta de los Judíos Británicos en el 60è cumpleaños de Israel publicada en The Guardian explicando porque no celebrarían el 60è cumpleaños de Israel.
En julio de 2015 James se sumó a la campaña de apoyo a Jeremy Corbyn en las elecciones del Partido Laborista británico.

## Obras
- A Woman's Place (1952)
- The Power of Women & the Subversion of the Community (con Mariarosa Dalla Costa). Bristol: Falling Wall Press, 1972.
- Women, the Unions and Work, or What Is Not To Be Done (1972)
- Sex, Race & Class (1974)
- The Rapist Who Pays the Rent (co-author, 1982)
- Marx and Feminism (1983)
- Hookers in the House of the Lord (1983)
- The Ladies and the Mammies: Jane Austen and Jean Rhys (1983)
- Strangers & Sisters: Women, Race and Immigration (ed. & introduction, 1985)
- The Global Kitchen: The Case for Counting Unwaged Work (1985, 1995)
- The Milk of Human Kindness: Defending Breastfeeding from the Global Market and the AIDS Industry (co-author, 2003)
- Introduction to Creating a Caring Economy: Nora Castañeda & the Women's Development Bank of Venezuela (published in 2006)
- Introduction to The Arusha Declaration, Rediscovering Nyerere's Tanzania (2007)
- Editor of Jailhouse Lawyers: Prisoners Defending Prisoners Vs the USA by Mumia Abu-Jamal (UK edition Crossroads Books, 2011)
- Sex, Race and Class--the Perspective of Winning: A Selection of Writings 1952–2011 (PM Press, 2012)

## Lecturas
- (with Mariarosa Dalla Costa). The Power of Women and the Subversion of the Community, Bristol: Falling Wall Press, October 1972 (2nd edition February 1973, 3rd edition September 1975).
- "Waging the War Over Wages", Los Angeles Times, 7 May 1987.
- "Labours of Love, or Maybe Just a Rip-Off", The Times, 19 February 1992.
- "Home Truths for Feminists, How Should the Work Women do as Mothers be Rewarded?", The Guardian, 21 February 2004.
- Jenny Turner, "As Many Pairs of Shoes as She Likes", London Review of Books, Vol. 33, No. 24, 15 December 2011, pp. 11-15.